# Martin Pfohmann
Martin Pfohmann (* 24. September 1988 in Garmisch-Partenkirchen) ist ein deutscher Eishockeyspieler, der beim EV Füssen in der Eishockey-Oberliga auf der Position des Stürmers spielt. 

## Karriere
Pfohmann durchlief zunächst alle Jugendabteilungen beim SC Riessersee und hatte bereits in der Saison 2005/06 erste Einsätze in der ersten Mannschaft des SC Riessersee, als er in zehn Begegnungen in der Oberliga zum Einsatz kam. In der Saison 2006/07 stand er in der Stammaufstellung der ersten Mannschaft und schaffte mit dieser den Wiederaufstieg in die 2. Bundesliga. In der folgenden Saison kam Pfohmann zu 26 Einsätzen in der 2. Bundesliga, ehe er im Januar 2008 zum EC Peiting wechselte.
Die folgenden drei Jahre blieb Pfohmann in Peiting. Im Juli 2011 kehrte er zu seinem Heimatverein zurück.
Im Mai 2013 wurde bekannt, dass Pfohmann zusammen mit Matthias Mayr zum Oberligisten EV Füssen wechseln wird.

## Karrierestatistik
(Legende zur Spielerstatistik: Sp oder GP = absolvierte Spiele; T oder G = erzielte Tore; V oder A = erzielte Assists; Pkt oder Pts = erzielte Scorerpunkte; SM oder PIM = erhaltene Strafminuten; +/− = Plus/Minus-Bilanz; PP = erzielte Überzahltore; SH = erzielte Unterzahltore; GW = erzielte Siegtore; 1 Play-downs/Relegation; Kursiv: Statistik nicht vollständig)

## Familie
Martin Pfohmann ist ein direkter Verwandter von Alfred Pfohmann, der in der Saison 1977/78 mit dem SC Riessersee Deutscher Meister wurde.